# The Joe Perry Project
The Joe Perry Project est un groupe américain de rock. Il est formé par le guitariste Joe Perry du groupe Aerosmith après 1979.

## Historique
Fatigué de lutter contre un Aerosmith indulgent et « consommateur de drogues », Joe Perry décide de former son propre quatuor, et recrute le chanteur Ralph Morman, le bassiste David Hull, et le batteur Ronnie Stewart. Le groupe sort un premier album, Let the Music Do the Talking, mais peu de temps après, les mêmes démons qui ont sévi chez Aerosmith surviennent aussi au sein du groupe de Perry. 
Après la sortie de l'album I've Got the Rock 'n' Rolls Again en 1981, Morman est remplacé par Charlie Farren. Cette nouvelle formation sort l'album Once a Rocker (1984), qui un véritable flop critique et commercial. Perry décide alors de changer drastiquement de formation et recrute le chanteur Cowboy Mach Bell, le bassiste Danny Hargrove et le batteur Joe Pet. Voyant que ce n'était pas mieux, Perry décide d'arrêter son groupe la même année et de se réconcilier avec ses anciens compagnons d'Aerosmith. En 1999, un best-of rétrospectif intitulé The Music Still Does the Talking: The Best of est publié, et comprend une version instrumentale rare du morceau Bone to Bone d'Aerosmith, et quelques faces B.
Perry relance son groupe en 2009. Le 10 novembre 2009, Steven Tyler surprend Joe Perry en apparaissant sur scène avec le groupe. Avant le rappel, Steven demande à Joe de jouer Walk this Way ce qu'il accepte de faire.
Pendant la tournée 2009-2010, le Joe Perry Project ouvre pour Bad Company et Mötley Crüe. Le chanteur Ralph Morman, tente de refaire une apparition en 2011 après une pause de plus de 25 ans. Le 21 janvier 2014, l'épouse de Morman, Debra, annonce que Morman se bat contre le cancer. Il meurt le 17 août 2014.

## Membres

### Membres actuels
- Joe Perry – guitare solo, chant (1979–1984, depuis 2009)
- David Hull – basse (1979–1982, depuis 2009)
- Hagen Grohe – chant (depuis 2009)
- Paul Santo – guitare rythmique, claviers (depuis 2009)
- Marty Richards – batterie (depuis 2009)

### Anciens membres
- Ronnie Stewart – batterie (1979–1982)
- Ralph Morman – chant (1979–1980, décédé en 2014)
- Joey Mala – guitare rythmique, chant (1980)
- Charlie Farren – guitare rythmique, chant (1980–1982)
- Cowboy Mach Bell – chant (1982–1984)
- Danny Hargrove – basse (1982–1984)
- Joe Pet – batterie (1982–1984)
- Brad Whitford – guitare rythmique (1984)

## Discographie
- 1980 : Let the Music Do the Talking
- 1981 : I've Got the Rock'n'Rolls Again
- 1983 : Once a Rocker, Always a Rocker
- 1999 : The Music Still Does the Talking: The Best of (best of)
- 2009 : Have Guitar Will Travel